# Captura de Guam
A Captura de Guam foi um evento sem derramamento de sangue ocorrido entre os Estados Unidos e o Reino de Espanha durante a Guerra Hispano-Americana. A Marinha dos Estados Unidos enviou um único cruzador, o USS Charleston, para capturar a ilha de Guam, então sob domínio espanhol. No entanto, a guarnição espanhola na ilha não tinha conhecimento do estado de guerra existente entre os dois países e estava sem defesas reais. Os espanhóis se renderam sem resistência e a ilha passou ao controle estadunidense. Este também foi um dos episódios menos sangrentos entre os Estados Unidos e a Espanha durante a Guerra Hispano-Americana, já que a ilha foi tomada sem qualquer resistência.